# Birkirkara
Birkirkara ili  B'Kara (talijanski: Birchircara) je grad na Malti. 
Birkirkara je s 22.319 stanovnika (ožujak 2013.) najveće naseljeno mjesto na otoku.  Grad se sastoji od četiri samostalne župe: sv. Helene, sv. Josipa, Gospe od Karmela i sv. Marije. U njemu je sjedište jednom od najpoznatijih učilišta u Malti. Iz Birkirkare su bivši malteški predsjednik Edward Fenech Adami, bivši vođa oporbe Alfred Sant te prvi predsjednik Malte Anthony Mamo. Gradski moto je "In hoc signo vinces", a njegov grb je običan crveni križ, nadograđen s krunom. Prvi puta se spominje u crkvenom izvješću 1436. godine. Glavni vjerski blagdan je blagdan sv. Helene koji se obilježava 18. kolovoza, ako pada u nedjelju ili u prvu nedjelju nakon tog datuma. Glavni događaj proslave je procesija s velikim drvenim kipom koji je isklesao malteški kipar Salvu Psaila.

## Sport
- Birkirkara F.C.

## Vanjske poveznice
- Birkirkara lokalna uprava
- Birkirkara: opće informacije  Arhivirana inačica izvorne stranice od 9. listopada 2006. (Wayback Machine)